# Granville Bantock

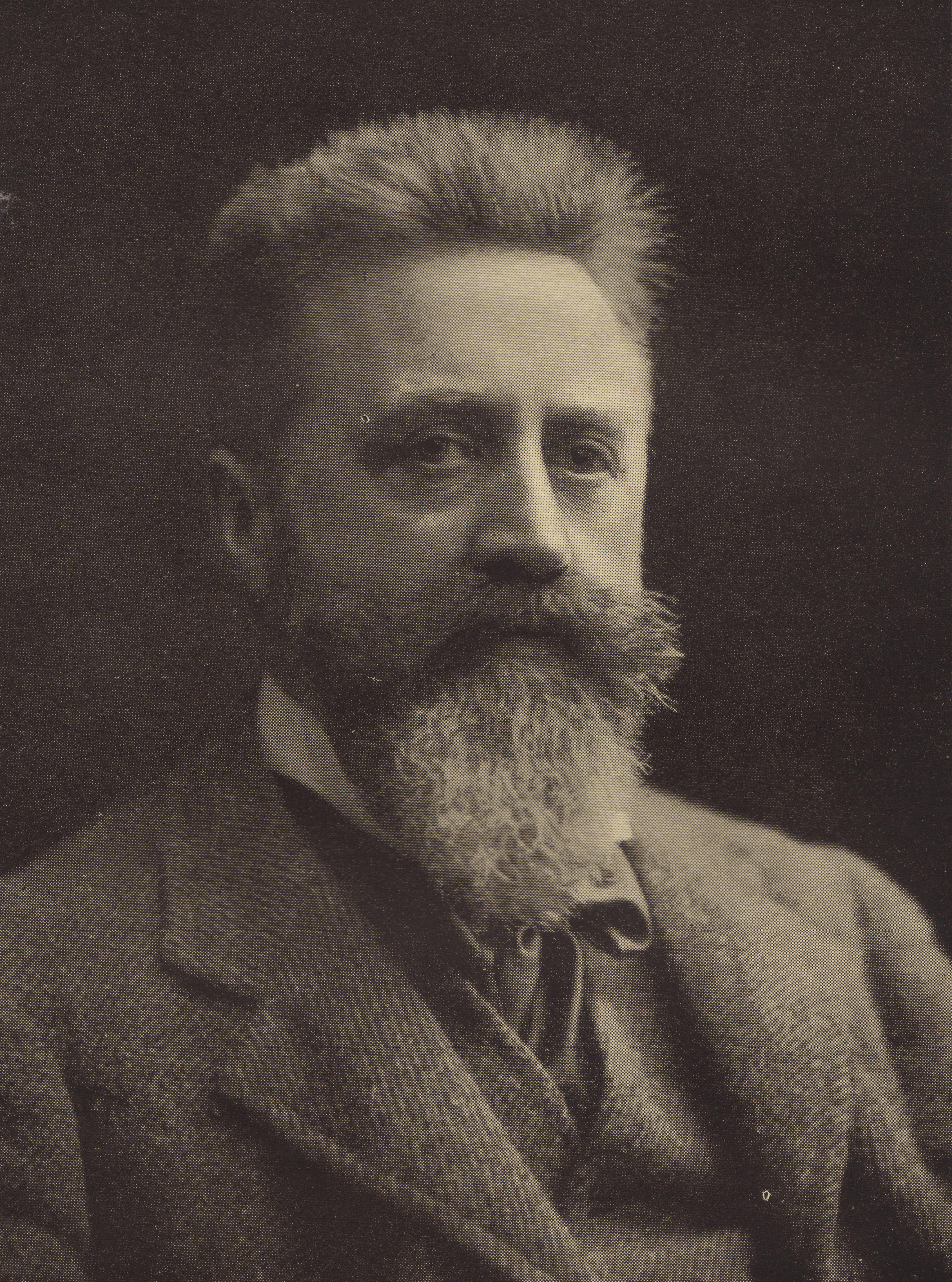
Granville Bantock în 1913

Sir Granville Bantock (n. 7 august 1868, Londra, Regatul Unit al Marii Britanii și Irlandei – d. 16 octombrie 1946, Londra, Anglia, Regatul Unit) a fost un compozitor englez de muzică clasică.